# Caraunio
Caraunio, publicado en 2007, por Enrique Jiménez Beneite, es un cómic basado en el caudillo numantino Retógenes el Caraunio. Impreso por Miján-industrias gráficas abulenses y subvencionado por la junta de Castilla y León, su ISBN es 978-84-612-8532-7.

## Trama
En el año 133 a.c., el general Escipión Emiliano, crea un cerco en torno a la ciudad arévaca de numancia, que parece la solución a veinte años de fracasos.
Incomunicados con el exterior, y sin recursos, Retógenes, apodado el Caraunio burla el cerco a la ciudad con cinco hombres, tres de los cuales mueren al intentar cruzarlo, la misión, llegar a Lutia y pedir refuerzos para combatir a los romanos.

## Personajes
- Retógenes: joven caudillo numantino al que apodan Caraunio. Rebelde frente a roma e insumiso ante sus propios jefes tribales está resuelto a ejecutar un plan desesperado para salvar a su pueblo.

- Escipión: cónsul de las legiones romanas en Iberia. Es un hombre fuerte y enérgico, extremadamente duro y disciplinado con sus tropas. Admira la valentía y tenacidad de los numantinos y desprecia la traición.

- Ávaro: viejo consejero y embajador numantino. Conspirador al que no le importa traicionar a su pueblo haciéndolo caer en manos de los romanos.

- Ambón, Leucón, Litennón y Mégara: son los jefes tribales numantinos. Forman el consejo de ancianos donde se discuten y deciden las cuestiones que afectan a la ciudad.

- Aunín: hermana de Lubbo, uno de los jefes guerreros de Lutia. Tratara de convencer a los lutiakos para que apoyen a Retógenes y se enfrenten a Roma.

- Lubbo: caudillo de Lutia. Desconfía del Caraunio y se muestra reticente a aliarse con numancia. Solo la mediación de su hermana Aunín lograra convencerle.

- Kauekas: guerrero numantino. Es el más inexperto de los que siguen a Retógenes. Acompañado siempre de la fortuna se convertirá en un testigo de excepción de esta historia.

- Datos: Q5748913